# Draft NBA 1985
Il Draft NBA 1985 si è svolto il 18 giugno 1985 a New York. Questo fu il primo draft dell'era della "Lotteria". Ben 162 giocatori furono scelti in 7 giri dalle 23 squadre. Questo draft portò nella NBA molti talenti che ebbero successo nella loro carriera, quali Patrick Ewing, Chris Mullin, Karl Malone e Joe Dumars.

## Giocatori scelti al 1º giro
|  | = All-Star     |
|  | = Hall of Fame |

| Scelta | Giocatore         | Nazionalità    | Squadra NBA                                   | Scuola/ex squadra       |
| ------ | ----------------- | -------------- | --------------------------------------------- | ----------------------- |
| 1      | Patrick Ewing     | Stati Uniti    | New York Knicks                               | Georgetown              |
| 2      | Wayman Tisdale    | Stati Uniti    | Indiana Pacers                                | Oklahoma                |
| 3      | Benoit Benjamin   | Stati Uniti    | Los Angeles Clippers                          | Creighton               |
| 4      | Xavier McDaniel   | Stati Uniti    | Seattle SuperSonics                           | Wichita State           |
| 5      | Jon Koncak        | Stati Uniti    | Atlanta Hawks                                 | Southern Methodist      |
| 6      | Joe Kleine        | Stati Uniti    | Sacramento Kings                              | Arkansas                |
| 7      | Chris Mullin      | Stati Uniti    | Golden State Warriors                         | St. John's              |
| 8      | Detlef Schrempf   | Germania Ovest | Dallas Mavericks (da Cleveland)               | Washington              |
| 9      | Charles Oakley    | Stati Uniti    | Cleveland Cavaliers                           | Virginia Union          |
| 10     | Ed Pinckney       | Stati Uniti    | Phoenix Suns                                  | Villanova               |
| 11     | Keith Lee         | Stati Uniti    | Chicago Bulls                                 | Memphis State           |
| 12     | Kenny Green       | Stati Uniti    | Washington Bullets                            | Wake Forest             |
| 13     | Karl Malone       | Stati Uniti    | Utah Jazz                                     | Louisiana Tech          |
| 14     | Alfredrick Hughes | Stati Uniti    | San Antonio Spurs                             | Loyola (IL)             |
| 15     | Blair Rasmussen   | Stati Uniti    | Denver Nuggets (da Portland)                  | Oregon                  |
| 16     | Bill Wennington   | Canada         | Dallas Mavericks (da New Jersey)              | St. John's              |
| 17     | Uwe Blab          | Germania Ovest | Dallas Mavericks                              | Indiana                 |
| 18     | Joe Dumars        | Stati Uniti    | Detroit Pistons                               | McNeese State           |
| 19     | Steve Harris      | Stati Uniti    | Houston Rockets                               | Tulsa                   |
| 20     | Sam Vincent       | Stati Uniti    | Boston Celtics (da Denver via Dallas)         | Michigan State          |
| 21     | Terry Catledge    | Stati Uniti    | Philadelphia 76ers                            | South Alabama           |
| 22     | Jerry Reynolds    | Stati Uniti    | Milwaukee Bucks                               | Louisiana State         |
| 23     | A.C. Green        | Stati Uniti    | Los Angeles Lakers                            | Oregon State            |
| 24     | Terry Porter      | Stati Uniti    | Portland Trail Blazers (da Boston via Dallas) | Wisconsin-Stevens Point |

## Giocatori scelti al 2º giro
| Scelta | Giocatore         | Nazionalità | Squadra NBA                     | Scuola/ex squadra     |
| ------ | ----------------- | ----------- | ------------------------------- | --------------------- |
| 25     | Mike Smrek        | Canada      | Portland Trail Blazers          | Canisius              |
| 26     | Bill Martin       | Stati Uniti | Indiana Pacers                  | Georgetown            |
| 27     | Dwayne McClain    | Stati Uniti | Indiana Pacers                  | Villanova             |
| 28     | Ken Johnson       | Stati Uniti | Chicago Bulls                   | Michigan State        |
| 29     | Mike Brittain     | Stati Uniti | San Antonio Spurs               | South Carolina        |
| 30     | Calvin Duncan     | Stati Uniti | Cleveland Cavaliers             | Virginia Commonwealth |
| 31     | Manute Bol        | Sudan       | Washington Bullets              | Bridgeport            |
| 32     | Nick Vanos        | Stati Uniti | Phoenix Suns                    | Santa Clara           |
| 33     | Greg Stokes       | Stati Uniti | Philadelphia 76ers              | Iowa                  |
| 34     | Aubrey Sherrod    | Stati Uniti | Chicago Bulls                   | Wichita State         |
| 35     | Tyrone Corbin     | Stati Uniti | San Antonio Spurs               | DePaul                |
| 36     | Yvon Joseph       | Haiti       | New Jersey Nets                 | Georgia Tech          |
| 37     | Carey Scurry      | Stati Uniti | Utah Jazz                       | LIU                   |
| 38     | Fernando Martín   | Spagna      | New Jersey Nets                 | Real Madrid (Spagna)  |
| 39     | George Montgomery | Stati Uniti | Portland Trail Blazers          | Illinois              |
| 40     | Mark Acres        | Stati Uniti | Dallas Mavericks                | Oral Roberts          |
| 41     | Lorenzo Charles   | Stati Uniti | Atlanta Hawks                   | North Carolina State  |
| 42     | Bobby Lee Hurt    | Stati Uniti | Golden State Warriors           | Alabama               |
| 43     | Barry Stevens     | Stati Uniti | Denver Nuggets                  | Iowa State            |
| 44     | Voise Winters     | Stati Uniti | Philadelphia 76ers              | Bradley               |
| 45     | Hot Rod Williams  | Stati Uniti | Cleveland Cavaliers             | Tulane                |
| 46     | Adrian Branch     | Stati Uniti | Chicago Bulls (dai L.A. Lakers) | Maryland              |
| 47     | Gerald Wilkins    | Stati Uniti | New York Knicks (da Boston)     | Chattanooga           |

## Giocatori scelti al 3º giro
| Scelta | Giocatore        | Nazionalità        | Squadra NBA            | Scuola/ex squadra     |
| ------ | ---------------- | ------------------ | ---------------------- | --------------------- |
| 48     | Kenny Patterson  | Stati Uniti        | Indiana Pacers         | DePaul                |
| 49     | Brad Wright      | Stati Uniti        | Golden State Warriors  | UCLA                  |
| 50     | Leonard Allen    | Stati Uniti        | Dallas Mavericks       | San Diego State       |
| 51     | Charles Bradley  | Stati Uniti        | Sacramento Kings       | South Florida         |
| 52     | Anicet Lavodrama | Rep. Centrafricana | Los Angeles Clippers   | Houston Baptist       |
| 53     | Rolando Lamb     | Stati Uniti        | Seattle SuperSonics    | Virginia Commonwealth |
| 54     | Sam Mitchell     | Stati Uniti        | Houston Rockets        | Mercer                |
| 55     | Herb Johnson     | Stati Uniti        | Cleveland Cavaliers    | Tulsa                 |
| 56     | Jerry Everett    | Stati Uniti        | Phoenix Suns           | Lamar                 |
| 57     | Michael Payne    | Stati Uniti        | Houston Rockets        | Iowa                  |
| 58     | Vernon Moore     | Stati Uniti        | Washington Bullets     | Creighton             |
| 59     | Sedric Toney     | Stati Uniti        | Atlanta Hawks          | Dayton                |
| 60     | Andre Goode      | Stati Uniti        | Detroit Pistons        | Northwestern          |
| 61     | Perry Young      | Stati Uniti        | Portland Trail Blazers | Virginia Tech         |
| 62     | Nigel Miguel     | Belize             | New Jersey Nets        | UCLA                  |
| 63     | Harold Keeling   | Stati Uniti        | Dallas Mavericks       | Santa Clara           |
| 64     | Richie Johnson   | Stati Uniti        | Detroit Pistons        | Evansville            |
| 65     | Kenny Perry      | Stati Uniti        | Washington Bullets     | Southern Illinois     |
| 66     | Michael Adams    | Stati Uniti        | Sacramento Kings       | Boston College        |
| 67     | Steve Black      | Stati Uniti        | Philadelphia 76ers     | La Salle              |
| 68     | Eugene McDowell  | Stati Uniti        | Milwaukee Bucks        | Florida               |
| 69     | Mike Brown       | Stati Uniti        | Chicago Bulls          | George Washington     |
| 70     | Andre Battle     | Stati Uniti        | Boston Celtics         | Loyola (IL)           |

## Giocatori scelti nei giri successivi con presenze nella NBA
| Scelta | Giocatore       | Nazionalità      | Squadra NBA         | Scuola/ex squadra         |
| ------ | --------------- | ---------------- | ------------------- | ------------------------- |
| 73     | Fred Cofield    | Stati Uniti      | New York Knicks     | Eastern Michigan          |
| 75     | Alex Stivrins   | Stati Uniti      | Seattle SuperSonics | Colorado                  |
| 77     | Arvydas Sabonis | Unione Sovietica | Atlanta Hawks       | Žalgiris Kaunas           |
| 79     | Mark Davis      | Stati Uniti      | Cleveland Cavaliers | Old Dominion              |
| 82     | Scott Roth      | Stati Uniti      | San Antonio Spurs   | Wisconsin                 |
| 83     | Delaney Rudd    | Stati Uniti      | Utah Jazz           | Wake Forest               |
| 84     | John Battle     | Stati Uniti      | Atlanta Hawks       | Rutgers                   |
| 87     | Spud Webb       | Stati Uniti      | Detroit Pistons     | North Carolina State      |
| 89     | Pete Williams   | Stati Uniti      | Denver Nuggets      | Arizona                   |
| 90     | Derrick Gervin  | Stati Uniti      | Philadelphia 76ers  | UTSA                      |
| 91     | Cozell McQueen  | Stati Uniti      | Milwaukee Bucks     | North Carolina State      |
| 92     | Dexter Shouse   | Stati Uniti      | Los Angeles Lakers  | South Alabama             |
| 139    | Ralph Lewis     | Stati Uniti      | Boston Celtics      | La Salle                  |
| 144    | Michael Phelps  | Stati Uniti      | Seattle SuperSonics | Alcorn State              |
| 148    | Georgi Gluškov  | Bulgaria         | Phoenix Suns        | Akademik Varna (Bulgaria) |
| 160    | Mario Elie      | Stati Uniti      | Milwaukee Bucks     | American International    |